# Rifts
Cet article concerne le jeu de rôle. Pour les rifts en géologie, voir Rift.
Rifts est un jeu de rôle de science-fiction, créé par Kevin Siembieda et édité en 1990 chez Palladium Books. Il se déroule sur une Terre post-apocalyptique et mêle univers parallèles et fantastique (magie et démons), avec un côté cyberpunk (humains améliorés, mais pas de réseau informatique).
Il exploite la notion de Megaverse (contraction de mega et universe), qui désigne l'ensemble des dimensions (mondes parallèles, et notamment l'ensemble des mondes développés dans les jeux Palladium) pouvant communiquer accidentellement entre elles par des failles (rifts).
Un jeu de rôle spécifique, Rifts Chaos Earth (Palladium Books, 2003), se déroule juste après le cataclysme, tandis que Rifts se déroule environ 300 ans après.
En avril 2015, Pinnacle Entertainment Group annonce une version de Rifts pour le système Savage Worlds, mais Palladium n'arrête pas pour autant la gamme. Une campagne de financement participatif a été lancée le 26 avril 2016,.

## Le Mégavers
La Terre des failles (Rifts Earth) est dans un univers, une version alternative de notre univers avec ses galaxies et son espace intersidéral. Il existe d'autres univers situés dans d'autres dimensions : cet ensemble est appelé Mégavers, littéralement « méga-univers ».

### Histoire
Au XXIe siècle, la science a permis l'amélioration des conditions de vie et a entraîné une diminution de la pauvreté et une collaboration entre les super puissances.
Les nations d'Amérique du Nord (États-Unis, Canada, Mexique) ont établi une alliance, la NAA (North American Alliance) en 2035. Cela s'est entre autres traduit par la constitution d'une force de police para-militaire, la NEMA (Northern Eagle Military Alliance). Des bases sont installées sur la Lune, une base avancée est installée sur Mars. Quatre super-ordinateurs ARCHIE sont construits, avec des capacités de stockage et d'analyse phénoménales.
Cependant, les travaux scientifiques développent la durée de vie et les capacités des hommes et crée des « surhommes ». Ce potentiel martial provoque un repli des nations sur elles à partir des années 2080. Lors d'une escarmouche entre des pays d'Amérique du Sud, un des pays utilise des « super-soldats » prêtés par la NEMA : des armures de puissance USA-G10 « Chromium Guardsmen » (litt. « Gardes chromés », que l'on appellera plus tard « Glitter Boys »). Le carnage de l'armée adverse entraîne une réplique nucléaire de « faible intensité ».
Les quelques millions de morts que fait la bombe libère une quantité effroyable d'énergie psychique, et ce juste au moment où se produit un alignement de planètes, et à minuit, deux circonstances dans lesquelles l'énergie psychique est déjà élevée. Cette libération d'énergie est l'étincelle qui met le feu aux poudres et provoque un cataclysme, les morts de ce cataclysme libérant à leur tour de l'énergie psychique… Cet Armageddon a lieu le 22 décembre 2098.
Toute la Terre est touchée par le cataclysme. Celui-ci commence en Amérique du Sud, touche l'Amérique du Nord trente secondes plus tard, puis toute la planète quelques minutes après.
Les lignes d'énergie psychique se mettent à briller d'un bleu lumineux et de l'énergie est projetée à 5 km de hauteur. Des tremblements de terre gigantesques entraînent des tsunamis qui ravagent les côtes, avec des vagues de 300 m dévastant jusqu'à 160 km à l'intérieur des terres. L'Atlantide réapparaît. Tous les volcans se réveillent, projetant des cendres dans l'atmosphère ; les bases lunaires ne voient plus rien de ce qui se passe sur Terre. Le Soleil est masqué, créant un hiver artificiel ; la température chute d'une vingtaine de degrés. Des ouragans se chargent de ravager ce qui était épargné.
À la fin de cette réaction en chaîne, les civilisations sont dévastées. L'énergie psychique mise en œuvre a ouvert des failles (rifts) entre les dimensions, provoquant l'arrivée d'êtres extraterrestres et de démons. Un tiers de la population mondiale meurt durant le cataclysme, et un autre tiers périt dans les mois qui suivent.
Le flux d'énergie psychique qui balaie désormais la Terre, sous la forme de lignes superficielles (ley lines) se croisant en des nœuds (ley line nexus points), est énorme et rend la magie concrète.
Plus de cent ans après ce cataclysme, la nature a recouvert la majeure partie des villes. Les humains sont regroupés dans des bourgades sous la coupe d'un « protecteur » (parfois plus un tyran), en général un démon ou un humain modifié et surpuissant.
Les failles inter-dimensionnelles se sont refermées mais s'ouvrent de temps en temps. Les créatures extra-dimensionnaires (dimensional beings, D-bees, dont certaines viennent de Palladium) se sont installées durablement (incapables de revenir chez elles), tandis que des démons dominent une partie du monde.

### Ley Lines
Une ley line est une ligne droite imaginaire qui relie plusieurs sites préhistoriques : Alfred Watkins, un archéologue amateur, a remarqué que certains sites étaient alignés, mais rien n'indique que cela était volontaire (on peut obtenir un alignement avec un placement aléatoire).
Le terme anglais ley s'écrit aussi lea et peut désigner une longueur de fil (du français « lier ») ou bien une prairie (de l'ancien anglais « lēah »).
Quand deux lignes ou plus convergent, cela forme un nœud (nexus).

### Terre du Chaos
Chaos Earth commence le 1er janvier 2099.
Les communications sont coupées.
Les États-Unis ont été ravagés, le président est mort, les organes politiques (Sénat, Congrès) ont été décimés. La cendre continue à tomber, mêlée de neige, et forme un tapis de un à cinq mètres d'épaisseur.
En Amérique, la seule organisation qui reste un tant soit peu structurée est la NEMA. Partout, ses équipes de combat essaient de vaincre les démons tandis que les équipes de secours essaient de sauver les populations. Le chaos est propice aux pillages et aux émeutes. Certains humains s'allient avec des démons pour acquérir des pouvoirs, d'autres fondent des gangs pour régner sur des portions de territoires.
Au fur et à mesure, la NEMA s'organise, se regroupe autour de points défendables comme Chicago. Elle essaie de structurer les survivants et de les défendre, et tente des opérations de secours, grâce à son organisation et à sa technologie, notamment :
- les armures de puissance USA-G10 dite « Chromium Guardmen », ou encore « CG », « Chrome-domes » (litt. « tête de chrome »), « Chromies », « Guardmen » ou « G-men[4] » ; ces armures transforment les combattants en véritables chars d'assaut, le revêtement argenté donne une protection contre les lasers et a un impact psychologique sur les adversaires ainsi que sur la population ;
- les armures de puissance « Silver Eagle » (modèles américains)/« Talon » (modèle canadien)/« Condor » (modèle mexicain) : ce sont des armures propulsées capables de voler ; elles sont moins armées et blindées que les Chromium Guardmen et moins maniables au sol, mais sont adaptées au combat aérien, aux attaques air-sol et aux opérations de sauvetage aéroportées.

### Rifts
Dans le livre de Rifts, la nouvelle géographie est présentée par l'exploratrice Erin Tarn, qui elle-même fait référence à Victor Lazlo, un personnage développé dans le jeu Beyond the Supernatural (litt. « Au-delà du surnaturel »).
Rifts se déroule environ trois cents ans après le cataclysme. Le cataclysme a entraîné un Âge sombre d'environ deux cents ans. Le monde s'est maintenant stabilisé, des sociétés ont commencé à se structurer, tandis que certains territoires sont dominés par des gangs brutaux ou des démons.

#### Les Amériques
L'Amérique du Nord est une terre hostile, l'Ouest étant devenu la « Terre des esprits » (Spirit West) et le « Nouveau farwest » (New West Territories), et la majeure partie de la côte Est a été engloutie.
Des États se sont associés autour de la cité de Chi-Town (litt. « Chic-Ville », la ville de Chicago), formant la Coalition des États (Coalition States, CS). La Coalition rejette la magie et les êtres extra-dimensionnaires. Chi-Town est dirigée par un empereur tyrannique, Joseph Prosek, qui maintient le peuple dans l'ignorance et la peur. Chi-Town regroupe en elle-même deux millions d'habitants, et ses bidonvilles (burbs) trois millions. D'autres humains acceptent au contraire complètement la magie et la manipulent, au même titre que la technologie, et ils acceptent les êtres extra-dimensionnaires. Certains se sont regroupés dans la ville de Tolkeen (Minneapolis). Les ruines de la ville de New York, et son réseau souterrain, sont surnommées « Madhaven » (litt. le refuge des fous). Une guerre se prépare par ailleurs entre Chi-Town et Tolkeen. La ville de Toronto est devenue Lazlo, une cité consacrée à l'éducation et considérant avec bienveillance les créatures extra-dimensionnaires.
Le Canada est un vaste territoire de chasse pour les monstres, surtout dans l'Est, les survivants vivent comme au temps des colonies « Cœur-de-fer » (Iron Heart, Sudbury), capitale du Haut-Canada Relic (Hamilton), Lazlo (Toronto), Chi-Quebec (Chicoutimi), capitale du Bas-Canada et État du Québec libre (Free-Québec).
Le Mexique est dirigé par des vampires, organisés en royaumes. L'Atlantide est réapparue, et elle sert de base avancée aux Splugorth, un peuple cruel et conquérant, tandis que les Entreprises Naruni, un fabricant et vendeur d'armes transdimensionnel, essaie de tirer parti des guerres pour agrandir son marché.

#### Asie
Une partie du Japon a été préservée du cataclysme, et s'est retrouvée projetée dans le futur.

### Rifts Savage Worlds
Le projet Savage Rifts, c'est-à-dire Rifts pour le jeu Savage Worlds, est annoncé en avril 2015,, la campagne de financement participatif s'est déroulée du 26 avril au 19 mai 2016. L'envoi des ouvrages aux souscripteurs est prévu pour le 14 décembre 2016.
La version Savage Worlds se déroule après la chute de Tolkeen. Le jeu s'articule autour de la légion de demain (the Tomorrow Legion), organisée par l'historienne Erin Tarn et le fondateur des cyber-chevaliers, Lord Coake ; cette légion s'oppose à la Coalition.

## Les règles
Le système général est décrit dans l'article système Palladium.
La Terre de Rifts et de Rifts: Chaos Earth est un « univers MDC », c'est-à-dire que les créatures magiques (et notamment les démons issus des failles) ont une capacité aux dommages de méga-structure (MDC, mega-structure damage capacity) à la place d'une capacité aux dommages de structure naturelle (SDC, structural damage capacity) ; elles ne peuvent donc être blessées que par des armes infligeant elles-mêmes des méga-dommages (typiquement des armes explosives ou magiques)
Il existe de nombreuses professions: l'arpenteur des méridiens (ley lines walker) est le magicien par excellence, le cyber-chevalier (cyberknight) est le paladin du futur, le camé (juicer, en référence aux drogues qu'il s'injecte) un surhomme dont les capacités sont développées par des produits chimiques, pilote de robot ou des armures de puissance, sorte d'armure complète moderne et suréquipée, le fusionneur mental (mind melter) un psy véritablement complet et bien d'autres encore.

## Ouvrages

### Rifts
- Rifts  Role-Playing Game (1995, 256 p) : livre de base (plus de 100 000 exemplaires vendus)
  - Silver Edition Rifts Rule Book (256 p) : édition de luxe
  - Rifts Ultimate Edition (août 2005) : édition remaniée, existe aussi en édition de luxe (Gold Limited Edition)
  - Rifts RPG 30th Anniversary Commemorative Hardcover Edition : réédition de la première édition avec une couverture rigide avec des illustrations supplémentaires, des notes et commentaires et des photographies des auteurs (prévu pour 2021)[7]
- Rifts Game Master Guide (352 p) : des listes de créature et de matériel, des éclaircissement de règles, des règles additionnelles (rendues caduques par la parution de l'Ultimate Edition), des cartes et plans…
- Rifts Book of Magic™ (352 p) : de nouveaux types de magie, de nouveaux sorts, des armes runiques, le matériel des techno-sorciers…
- Rifts Adventure Guide™ (192 p) : des conseils, trucs, idées, toiles de fond pour écrire des scénarios

Livres de campagne
- Sourcebooks
  - Sourcebook I : la Coalition de Chi-Town (CS, Coalition States), et des éléments sur les machines de guerre développées par la Nouvelle république d'Allemagne (New German Republic, NGR)
  - Sourcebook II: The Mechanoids (120 p) : le monde du jeu The Mechanoids du même éditeur
  - Sourcebook III: Mindwerks
  - Sourcebook IV: Coalition Navy™ (120 p) : la marine de la Coalition, les monstres sous-marins, les pirates…
  - Rifts Bionics Sourcebook (112 p) : tout sur la cybernétique et les cyborgs
  - Rifts Mercenaries™ (160 p) : une nouvelle classe, le mercenaire, et tout ce qui va avec
  - Rifts Merctown (10 p) : la ville des mercenaires
  - Rifts Merc Ops™ (160 p)
  - Rifts Shemarrian Nation™ (96 p) : les Shemarriens sont le bras droit fantôme d'ARCHIE 3, tapis dans les forêts au-delà du Mur oriental (monts Allegheny)
  - Rifts/Phase World Sourcebook: Heroes of the Megaverse (à paraître) : la Liste des 2000 héros du Méga-Univers est une relique puissante, détenue par les Cosmochevaliers, et que convoitent les mignons de Dyval et d'Hadès dans le cadre de la guerre de mignons
  - Armageddon Unlimited™ (à paraître) : extension de la guerre des mignons dans le monde de Heroes Unlimited
- Adventure Sourcebook
  - Adventure Sourcebook I: Chi-Town 'Burbs (48 p) : Chi-Town et sa banlieue
  - Adventure Sourcebook II: Chi-Town 'Burbs — Tolkeen Crisis (64 p) : après l'attaque de Tolkeen par les troupes de la Coalition de Chi-Town
  - Adventure Sourcebook III: Chi-Town 'Burbs — The Black Vault (48 p) : tout sur la légende de la Voûte Sombre (Black Vault), le lieu où l'on dit que les troupes de la Coalition ont entreposé les objets magiques collecté depuis des dizaines d'années
  - Adventure Sourcebook IV: Chi-Town 'Burbs — The Vanguard (48 p) : l'Avant-garde (the Vanguard) est une troupe de sorciers bannis de Chi-Town, et qui combattent le régime en place
- World Books
  - World Books I: Vampire kingdoms™
  - World Books II: Atlantis™
  - World Books III: England™
  - World Books IV: Africa™
  - World Books V: Triax and NGR™
  - World Book VI: South America™ (160 p)
  - World Book VII: Underseas™ (216 p)(7e Livre du monde: Sous les mers)
  - World Book VIII: Japan™ (216 p)(Le Japon)
  - World Book IX: South America 2™ (192 p)
  - World Book X: Juicer Uprising™ (160 p)(La Révolte des Veinés)
  - World Book XI: Coalition War Campaign™ (224 p) : la guerre d'expansion de l'empereur Prosek commence par le siège de Tolkeen…
  - World Book XII: Psyscape™ (160 p)
  - World Book XIII: Lone Star™ (160 p)
  - World Book XIV: New West™ (160 p)
  - World Book XV: Spirit West™ (160 p)
  - World Books XVI: Federation Magic™
  - World Book XVII: Warlords of Russia™ (160 p)
  - World Book XVIII: Mystic Russia™ (160 p)
  - World Book XIX: Australia™ (160 p)
  - World Book XX: Rifts Canada™ (160 p)
  - World Books XXI: Splynn Dimensional Market™
  - World Book XXII: Free Quebec™ (160 p)
  - World Book XXIII: Xiticix Invasion™ (160 p)
  - World Book XXIV: China One - Yama King™ (160 p)
  - World Book XV: China Two - Heroes™ (160 p)
  - World Book XXVI: Dinosaur Swamp™ (160 p)
  - World Book XXVII: Adventures in Dinosaur Swamp™ (160 p)
  - World Book XXVIII: Arzno - Vampires Kingdoms™ (160 p)
  - World Book XXIX: Madhaven - « couverture », sur Palladium Books store (160 p)
  - World Book XXX: D-Bees of North America™ (224 p) : rassemblement des 60 êtres extra-dimensionnels décrits dans les différents ouvrages, et 30 nouveaux ED
- Megaverse in Flames (à paraître) : la guerre des mignons (voir Dimension Book X-XII) fait irruption sur la Terre des failles
- Rifts Dimension Books™ : univers parallèles à la Terre de Rifts, accessibles par les failles
  - Dimension Book I: Wormwood (160 p) : un monde régi par les démons
  - Dimension Book II: Phase World™ (208 p) : le monde Phase est une planète située à proximité de trois galaxies ; outre ses astroports en orbite, Centrale, la ville principale, une arcologie, est une plaque tournante inter-dimensionnelle du fait de sa densité de méridiens
  - Dimension Book III: Phase World Sourcebook™ (112 p) : complément du précédent
  - Dimension Book IV: Skraypers™ (160 p)
  - Dimension Book V: Phase World: Anvil Galaxy™ (160 p) : la galaxie de l'Enclume, une des trois galaxies à proximité du monde Phase
  - Dimension Book VI: Phase World: The Three Galaxies™ (160 p)
  - Dimension Book VII: Megaverse Builder (96 p) : aide à la création de nouvelles dimensions
  - Dimension Book VIII: Naruni Wave 2 (96 p) : les narumi sont des trafiquants d'arme inter-dimensionnels
  - Dimension Book X: Hades — Pits of Hell™ (224 p) : description du royaume démoniaque d'Hadès et début de la guerre « guerre des mignons » (Minion War)
  - Dimension Book XI: Dyval - Hell Unleashed™ (192 p) : description du royaume des dyables (deevils), et suite de la guerre des mignons
  - Dimension Book XII: Dimensional Outbreak™ (à paraître, 192 p) : la guerre des mignons entre Hadès et Dyval déchire l'étoffe des dimensions et s'étend dans le monde Phase et les Trois Galaxies (Phase World and the Three Galagies).
- Siege on Tolkeen : la grande guerre entre Tolkeen et la Coalition
  - Chapter I: Coalition Wars (160 p)
  - Chapter II: Coalition Overkill (112 p)
  - Chapter III: Sorcerer's Revenge (112 p)
  - Chapter IV: Cyber-Knights (112 p)
  - Chapter V: Shadow of Evil (112 p)
  - Chapter VI: Final Siege (224 p)
  - Aftermath : (208 p) Le monde après cette terrible guerre

Conversion des autres jeux
- Rifts Conversion Book I (192 p) : Heroes Unlimited™, After the Bomb and Palladium Fantasy RPG
- Rifts Conversion Book 2: Pantheons of the Megaverse : les dieux du Méga-univers
- Rifts Dark Conversions (192 p) : créatures du Megaverse

### Rifts: Chaos Earth
- Rifts: Chaos Earth™ (2003)

Livres de campagne
- Sourcebooks
  - Sourcebook One: Creatures of Chaos™
  - Sourcebook Two: Rise of Magic™
- Mission books
  - NEMA™ Mission Book One

## Produits dérivés
Il existe un jeu de cartes à collectionner, édité par Precedence Publishing, ainsi que des figurines métalliques.

### Le film
Selon une dépêche du site de Palladium Books, un film serait en préparation (produit par Walt Disney Pictures, réalisé par Jerry Bruckheimer, scénario de David Franzoni). Le projet est annoncé depuis 2003. Sur le forum de la Warner, Jerry Bruckheimer a déclaré le 1er septembre 2005
« David Franzoni is still working hard on the script. As seen from the popularity of this forum, we want to be sure not to disappoint the fans. »
« David Franzoni (Gladiator) travaille dur sur le script. Au vu de la popularité de ce forum, nous voudrions être sûrs de ne pas décevoir les fans. »
Selon le forum officiel de Palladium, Rawson Marshall (scénariste de Dodgeball ! Même pas mal ! et passionné de Rifts) aurait repris le flambeau en novembre 2007 (après la grève des scénaristes). Le 13 janvier 2009, Wayne Smith a lancé auprès des fan une campagne épistolaire pour réclamer la sortie du film auprès de Jerry Bruckheimer.
En 2011, le scénariste Matthew Clements propose un script. Palladium Books le transmet à Jerry Bruckheimer Films et décide de l'éditer sous le titre Rifts Path of the Storm™.

### Le jeu vidéo
Un Jeu vidéo pour N-Gage, Rifts Promise of Power™, est sorti le 19 septembre 2005.